# Theodor Wacker
Theodor Wacker (* 5. November 1845 in Bohlsbach; † 9. November 1921 in Freiburg) war ein deutscher katholischer Geistlicher und badischer Politiker.

## Leben
Wacker studierte von 1865 bis 1868 in Freiburg Katholische Theologie, besuchte das Priesterseminar in St. Peter und empfing am 4. August 1869 durch Erzbistumsverweser Lothar von Kübel die Priesterweihe. Nach einer Station als Vikar in Konstanz wurde er 1870 Benefiziat am Freiburger Münster. Seit 1883 war er als Pfarrer in Zähringen tätig.
Seine politische Karriere begann er 1874 als Leiter des Katholischen Bürgervereins in Freiburg. Er war auch Redakteur des „Freiburger Boten“ und agitierte auf diesem Weg gegen die nationalliberal und protestantisch dominierte badische Regierung. Anlässlich der Reichstagswahl 1874 veröffentlichte er einen „Wahlunterricht“ mit „Zehn Geboten für die Wähler“. Auf Landesebene engagierte er sich in der Katholischen Volkspartei, für die er von 1879 bis 1887 der Badischen Ständeversammlung angehörte.
In dem seit 1883 innerhalb der Katholischen Volkspartei geführten Streit über den Umgang mit der nationalliberalen Mehrheitsfraktion im Landtag war er der Hauptgegner des Parteivorsitzenden Franz Xaver Lender, der auf Ersuchen des Bischofs Johann Baptist Orbin auf Kooperation setzte. Nachdem Lender 1887 nicht mehr zum Vorsitzenden gewählt worden war, übernahm Wacker, vom Zentrumspolitiker Ludwig Windthorst ermuntert, selbst die Parteiführung. Im Oktober 1888 schrieb die Partei in sechs Grundsatzresolutionen die konfrontative Linie fest und änderte ihren Namen in „Zentrumspartei“, um die inhaltliche Übereinstimmung mit der gleichnamigen Schwesterpartei in Preußen zu unterstreichen.
1891 wurde Wacker erneut in die Ständeversammlung gewählt. Seine Oppositionsarbeit trug jedoch in den Folgejahren keine politischen Früchte, lediglich das Missionsverbot für auswärtige Ordensleute wurde 1893 aufgehoben. Ab 1897 stritt sich Wacker in der Presse mit dem Bonndorfer Pfarrer Fridolin Honold, den Wacker ausspionieren lassen wollte, nachdem Honold seinen Gemeindemitgliedern die Entscheidung überlassen hatte, die Zentrumspartei zu wählen.
1899/1900 beschloss die zweite Kammer zwar, dass sich auch in Baden selbst wieder Orden ansiedeln dürften, von der ersten Kammer wurde dies jedoch nicht bestätigt. Nach diesem Scheitern signalisierten Großherzog Friedrich I. und die badische Regierung dem neuen Bischof Thomas Nörber, dass die Regierung nur dann kompromissbereit sei, wenn die Zentrumspartei im Landtag weniger konfrontativ auftrete. Da er dem nicht im Weg stehen wollte, schied Wacker 1903 aus dem Landtag aus, blieb aber noch bis 1917 Parteivorsitzender.
Im innerkatholischen, auf Reichsebene geführten Gewerkschaftsstreit vertrat Wacker die Position, dass katholische Arbeiter sich auch überkonfessionellen Gewerkschaften anschließen dürften. Dadurch geriet er in einen Konflikt mit der Amtskirche, nachdem Papst Pius X. 1912 in der Enzyklika Singulari quadam die Mitgliedschaft katholischer Arbeiter in nichtkatholischen Arbeiterorganisationen nur ausnahmsweise gestattete. Dennoch griff Wacker auf einer Versammlung der Zentrumspartei am 15. Februar 1914 im großen Saal des Städtischen Saalbaus in Essen die Anhänger der rein katholischen Arbeiterorganisationen scharf an und forderte überdies, dass die politische Betätigung von Katholiken nicht der Autorität der Amtskirche unterliege solle. Seine Rede mit dem Titel „Zentrum und kirchliche Autorität“, die in einer Broschüre „Gegen die Quertreiber“ abgedruckt wurde, wurde daraufhin am 3. Juni 1914 indiziert. Wacker, der dadurch schwer getroffen wurde, unterzeichnete am 13. August 1914 eine Erklärung, welche die Indexkongregation zufriedenstellte. Im Konflikt mit Rom stellte sich die katholische Presse in Deutschland mehrheitlich hinter Wacker. Die Essener Volkszeitung schrieb im Juli 1914 über Wacker: „In unablässiger stiller Arbeit hat er sein Ziel verfolgt, und dieses Ziel war die Besserung der kirchlichen Verhältnisse in Baden, wo der Wessenbergische Geist auch im Klerus bis hoch in das vergangene Jahrhundert sich in schädigender Weise geltend gemacht hat. Die kirchlichen Verhältnisse Deutschlands sind nicht überall genügend bekannt; wären sie es, würde man in dem Geistlichen Rat Wacker einen der bedeutendsten Kirchenpolitiker Deutschlands dieses und des vergangenen Jahrhunderts schätzen.“

## Veröffentlichungen (Auswahl)
- Das Zusammenarbeiten der gläubigen Christen beider Konfessionen im öffentlichen Leben, in: Badischer Beobachter Nr. 97, 7. April 1914, 2. Blatt / Badischer Beobachter Nr. 98, 8. April 1914, 2. Blatt.
- Dem Trierer „Quertreiber“-Organ zur Erwiderung, in: Badischer Beobachter Nr. 103, 15. April 1914, S. 1.
- Das Trierer „Quertreiber“-Organ betreffend noch einmal, in: Badischer Beobachter Nr. 118, 30. April 1914, S. 1.
- Feststellungen in Sachen neuer Angriffe der „Petrus-Blätter“, in: Badischer Beobachter Nr. 133, 15. Mai 1914, S. 1.
- Zur Richtigstellung und Erwiderung, in: Badischer Beobachter Nr. 134, 16. Mai 1914, S. 1 / Badischer Beobachter Nr. 135, 17. Mai 1914, 2. Blatt (Replik auf einen Artikel in der Straßburger Post).
- Bestrebungen und Arbeiten der organisierten Katholiken in ihrer Bedeutung für unser deutsches Vaterland, in: Badischer Beobachter Nr. 160, 12. Juni 1914, S. 1f.
- Meine Unterwerfungs-Erklärung gegenüber dem Verdikt der Index-Kongregation, in: Badischer Beobachter Nr. 187, 10. Juli 1914, S. 1.